# 니시아가타촌
니시아가타촌(西英村)은 이시카와현 가호쿠군에 있던 촌이다. 현재의 가호쿠시의 중심부에서 남서쪽 지역에 해당한다. 1960년까지 존재했던 가나즈촌은 다른 지자체이다.

## 지리
가호쿠호의 북쪽 해안에 위치. 옛 우노키정의 중심지였던 지역에 해당한다. 오사키의 서쪽은 동해에 접해 있고, 마을의 북동부는 구릉지에 걸쳐 있다. 우노키강을 따라 펼쳐진 평야가 주 지형이다. 나카하마산, 자우스산이 있다.

## 역사
- 1889년 4월 1일 - 정촌제 시행에 의해 가호쿠군 니시아가타촌이 성립하였다.
- 1907년 8월 10일 - 가나즈촌과 합병해 우누케촌이 성립하였다.

## 교통

### 철도
철도성 나나오선이 지나가지만 역은 소재하지 않았다.

## 참고문헌
- 角川日本地名大辞典 17 石川県